# Ryder (Familienname)
Ryder ist ein englischer Familienname.

## Namensträger
- Aaron Ryder (* um 1971), US-amerikanischer Filmproduzent
- Albert Pinkham Ryder (1847–1917), US-amerikanischer Maler
- Carl Ryder (1858–1923), dänischer Marineoffizier und Grönlandforscher
- Carl Siegfred Ryder (1859–1921), dänischer Kaufmann
- Charles W. Ryder (1892–1960), US-amerikanischer General
- Chris Ryder (* 1980), englischer Squashspieler
- Don Ryder, Baron Ryder of Eaton Hastings (1916–2003), britischer Geschäftsmann und Politiker
- Donald J. Ryder (* vor 1971), US-amerikanischer Major General und Militärjurist
- Douglas Ryder (* 1971), südafrikanischer Radrennfahrer
- Dudley Ryder (Richter) (1691–1756), britischer Jurist und Richter
- Dudley Ryder, 1. Earl of Harrowby (1762–1847), britischer Politiker
- Dudley Ryder, 2. Earl of Harrowby (1798–1882), britischer Politiker
- Dudley Ryder, 3. Earl of Harrowby (1831–1900), britischer Politiker
- Dudley Ryder, 6. Earl of Harrowby (1892–1987), britischer Politiker
- Dudley Ryder, 7. Earl of Harrowby (1922–2007), britischer Bankier
- Fridtjof Ryder (* um 2000), deutsch-britischer Filmemacher
- Guy Ryder (* 1956), britischer Gewerkschafter
- Holly Ryder, ehemaliges Pseudonym von Lisa Marie Abato (* 1966)
- James A. Ryder (1913–1997), US-amerikanischer Unternehmer
- John Adam Ryder (1852–1895), US-amerikanischer Zoologe
- Lisa Ryder (* 1970), kanadische Schauspielerin
- Loren L. Ryder (1900–1985), US-amerikanischer Tontechniker
- Margaret Susan Ryder, Baroness Ryder (1924–2000), britische Philanthropin
- Mark Ryder (* 1989), britischer Schauspieler
- Maxine Ryder (* 1960), britisch-australische Bildhauerin
- Michael Ryder (* 1980), kanadischer Eishockeyspieler
- Mitch Ryder (* 1945), US-amerikanischer Rockmusiker
- Pat Ryder, Major General der U.S. Air Force und Pressesekretär des Pentagon
- Richard Ryder (* 1940), britischer Psychologe
- Richard Ryder, Baron Ryder of Wensum (* 1949), britischer Politiker
- Sam Ryder (* 1989), britischer Sänger und Singer-Songwriter
- Samuel Ryder (1858–1936), britischer Händler und Golfpokalstifter
- Serena Ryder (* 1983), kanadische Sängerin und Songwriterin
- Shaun Ryder (* 1962), britischer Sänger
- Talia Ryder (* 2002), US-amerikanische Theater- und Filmschauspielerin
- Theodore Ryder (1916–1993), US-amerikanischer Diabetes-Patient
- Winona Ryder (* 1971), US-amerikanische Schauspielerin
- Worth Ryder (1884–1960), US-amerikanischer Künstler, Kurator und Hochschullehrer
- Zack Ryder (* 1985), US-amerikanischer Wrestler, siehe Matt Cardona